# Atelopus balios
Atelopus balios és una espècie d'amfibi pertanyent a la família dels bufònids i de la qual no hi ha cap registre confirmat des de l'abril del 1995.

## Etimologia
Del mot grec balios (amb punts o clapejat) i fa referència al seu patró dorsal de coloració.

## Descripció
Es diferencia de totes les altres espècies d'Atelopus pel seu patró dorsal de coloració, el qual inclou punts o taquetes de color cafè sobre un fons groc. L'espècie que més se li assembla és Atelopus elegans, però aquesta darrera té línies i taques amb patrons reticulats. La longitud rostre-cloacal de la femella és de 37,1 mm.

## Reproducció
No se'n té informació específica sobre els hàbits de reproducció, però hom creu que és probable que sigui similar a altres espècies d'Atelopus en què la reproducció té lloc als rierols.

## Hàbitat i distribució geogràfica
Viu en una superfície de menys de 200 km², entre 200 i 460 m d'altitud i a les selves tropicals humides i ribes de cursos fluvials de només 4 localitats del sud-oest de l'Equador a les províncies d'Azuay, Cañar i Guayas.

## Principals amenaces i accions de conservació
Les seues principals amenaces són la pèrdua i degradació del seu hàbitat a causa de les pràctiques agrícoles (com ara, els monocultius de cacau) i ramaderes, les explotacions mineres, la desforestació, la contaminació, el canvi climàtic i, sobretot, la quitridiomicosi (encara que l'altitud on viu és baixa i aquesta malaltia és pròpia de les zones altes dels tròpics). La distribució geogràfica d'aquesta espècie no inclou cap àrea protegida i, atès que aquesta espècie ja podria ser extinta (per exemple, ja no es troba al riu Patul, on acostumava a ésser abundant.), podria ser massa tard per a posar en pràctica mesures de conservació (com ara, la cria en captivitat).